# Iryna Melnykowa
Iryna Mykolajiwna Melnykowa (ukrainisch Ірина Миколаївна Мельникова, wiss. Transliteration Iryna Mykolaïvna Melʹnykova geboren am 24. Oktober 1918 in Mena; gestorben am 3. November 2010 in Kiew) war eine ukrainische Historikerin.

## Leben
Iryna Melnykowa wurde 1918 in Mena, in der ukrainischen Oblast Tschernihiw, geboren. Melnykowa studierte 1940 an der Universität von Kiew. Mit Beginn des Zweiten Weltkrieges und des Deutsch-Sowjetischen Krieges wurde sie nach Kasachstan in die Stadt Schymkent evakuiert. Während der Zwangsemigration unterrichtete Melnykowa von 1941 bis 1942 am südkasachischen Lehrinstitut. Später setzte sie ihr Studium an der Vereinigten Ukrainischen Staatsuniversität in Qysylorda fort. Ihre Dissertation zu The Russian Government's Policy on Ukraine in 1725–1740 verteidigte sie 1946 in Kiew und verließ die ukrainischen Studien, um sich der Bohemistik und westslawischen Studien zu widmen.

## Forschungsschwerpunkte
Iryna Melnykowa war von 1947 bis 1959 als leitende Wissenschaftlerin am Institut für Slawistik der Akademie der Wissenschaften der UdSSR (Moskau) tätig. Dort begann sie mit dem Studium der politischen Geschichte der Tschechischen Republik, der Slowakei und Transkarpatiens, das von der Sowjetunion (UdSSR) annektiert worden war.
Ab 1957 arbeitete Melnykowa in Kiew, am Institut für Geschichte der Akademie der Wissenschaften der UdSSR. Sie verteidigte dort 1961 ihre Dissertation zum Thema Der Klassenkampf in der Tschechoslowakei während der Periode der vorübergehenden Teilstabilisierung des Kapitalismus (1924–1929). Dieses Werk gilt noch immer (2023) als das umfangreichste in der Geschichte der tschechischen politischen Parteien der 1920er Jahre, die in der Ukraine geschrieben wurden.
Von 1965 bis 1988 war Melnykowa Leiterin der Abteilung für sozialistische Geschichte der internationalen Beziehungen und seit 1988 leitende wissenschaftliche Mitarbeiterin. Im Jahr 1973 wurde sie zum korrespondierenden Mitglied der Akademie der Wissenschaften der UdSSR gewählt.
In den 1970er Jahren war Melnykova führende Wissenschaftlerin auf dem Gebiet der Geschichte der europäischen Länder, auf dem Gebiet der Geschichte der Slowakei und der Tschechischen Republik. Diese Forschungsschwerpunkte hatten nur wenige Forschende inne. Sie baute die Zusammenarbeit mit den einschlägigen historischen Institutionen der Akademie der Wissenschaften Bulgariens, der Tschechischen Republik und Polens auf. Nach der Wiederherstellung der ukrainischen Unabhängigkeit entwickelte sie ein Programm zur Erforschung der Geschichte der internationalen Beziehungen der Ukraine in der Neuzeit. Im Jahr 2002 wurde sie mit dem Ehrentitel Verdienter Arbeiter der Wissenschaft und Technologie der Ukraine ausgezeichnet.

## Auszeichnungen
- 1967: Orden des Roten Banners der Arbeit
- 1976: Preis der Akademie der Wissenschaften der UdSSR (Nach D. Manuilsky benannt).[3]
- 1976: Diplom des Präsidiums der Verkhovna Rada der UdSSR
- 1978: Orden der Völkerfreundschaft
- 1982: Diplom des Präsidiums der Verkhovna Rada der UdSSR
- 1986: Orden der Oktoberrevolution
- 1996: Brustschild des Ministeriums für Bildung und Wissenschaft der Ukraine Exzellenz in der Bildung der Ukraine
- 2008: Orden des Fürsten Jaroslaw des Weisen (fünfter Klasse)
- Ľudovít-Štúr-Orden der Slowakischen Akademie der Wissenschaften.[5]

## Publikationen (Auswahl)
- Geschichte der Tschechoslowakei. 2004, Bd. 3. M., 1960 (mitverfasst)
- Klassenkampf in der Tschechoslowakei 1924–1929. 1962
- Ukrainische SSR und ausländische sozialistische Länder. 1965 (in Koautorenschaft)
- Auf den Straßen der Freundschaft und Brüderlichkeit: Teilnahme der Ukrainischen SSR an der Zusammenarbeit der Sowjetunion mit den europäischen sozialistischen Ländern (1960–1970). 1974 (in Koautorenschaft)
- Für die Freundschaft mit dem Land des Großen Oktobers: Aktivitäten der Freundschaftsgesellschaften mit der UdSSR in den europäischen sozialistischen Ländern. 1977 (in Koautorenschaft)
- Stärkung der brüderlichen Freundschaft und Zusammenarbeit zwischen den Ländern des sozialistischen Commonwealth. 1987 (in Koautorenschaft).
- Ukrainisch-tschechoslowakische internationale Beziehungen. 1989 (in Koautorenschaft).